# Sint-Christoffelkapel (Broekhuizen, 1960)

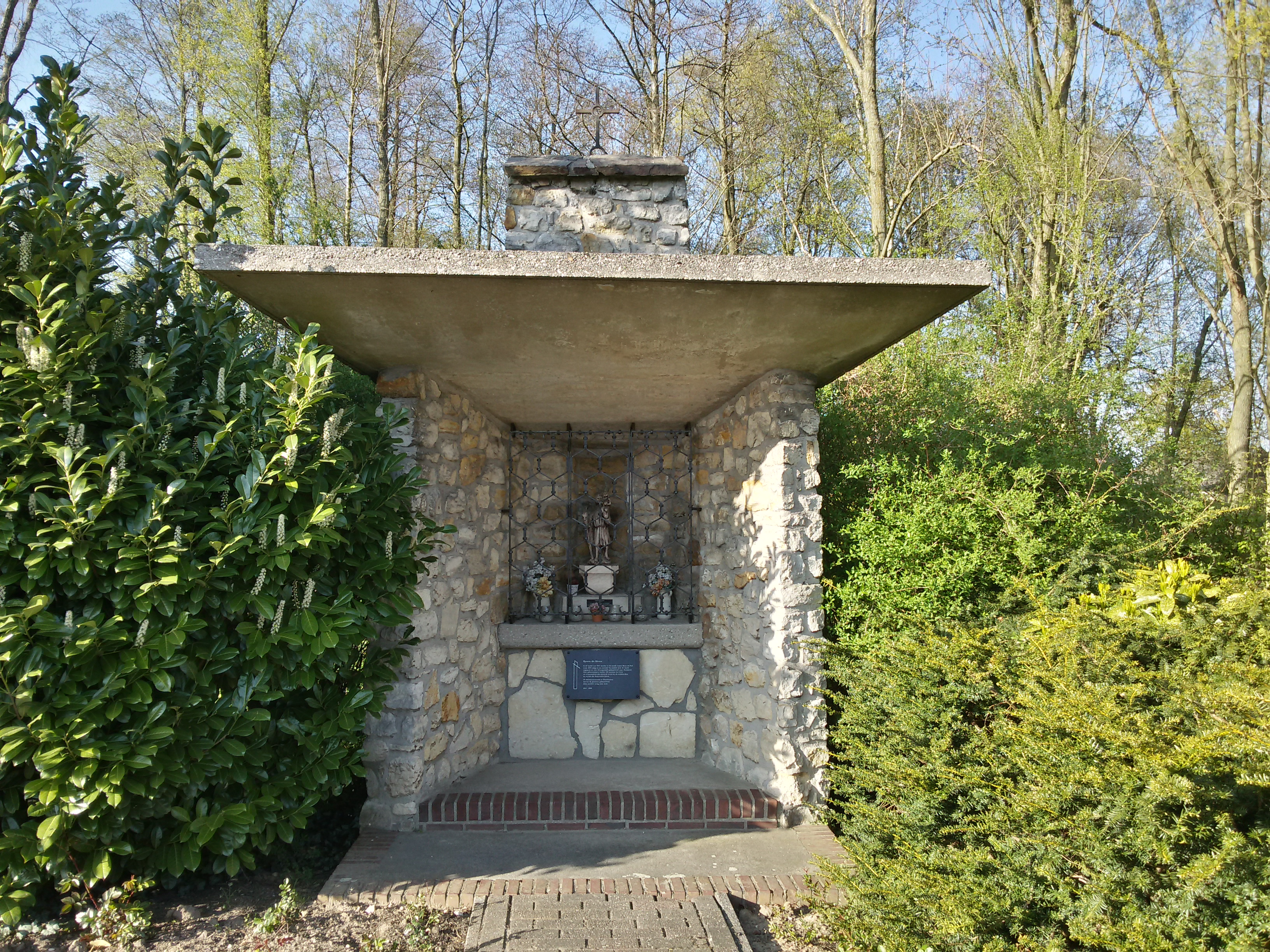
De Sint-Christoffelkapel

De Sint-Christoffelkapel was een kapel in Broekhuizen in de Nederlands Noord-Limburgse gemeente Horst aan de Maas. De kapel stond aan de noordrand van het dorp op de noordelijke hoek van de Hoogstraat met de Veerweg. Op ongeveer 50 meter naar het zuidoosten staat de nieuwe Sint-Christoffelkapel.
De kapel was gewijd aan de heilige Christoffel van Lycië.

## Geschiedenis
In 1960 werd de kapel gebouwd.
Op 29 mei 2005 werd een nieuw Christoffelbeeld ingezegend. Tevens werd er toen een plaquette onthuld om de tijdens de Tweede Wereldoorlog bij razzia's opgepakte en weggevoerde mannen te gedenken.
In 2020 werd de kapel afgebroken om ruimte te maken voor het gebiedsontwikkelingproject van Ooijen-Wanssum. Aan de overzijde van de Veerweg werd in het plantsoen een nieuwe Sint-Christoffelkapel gebouwd waarin de plaquettes en het Christoffelbeeld een plek kregen.

## Bouwwerk
De mergelstenen kapel had een trapeziumvormig plattegrond doordat de wanden van de kapel naar de straatzijde schuin geplaatst uiteen liepen en door een schuin dak van beton. De voorzijde van de kapel was geheel open. De achtergevel van de kapel stak ver boven het dak uit met op de top een smeedijzeren kruis.
Van binnen was tegen de achterwand een massief stenen altaar gemetseld met aan de voorzijde een plaquette die de in de Tweede Wereldoorlog omgekomen mannen herdacht. Boven het altaar was ter bescherming een groot sierhek geplaatst met hierachter op een opzet en een sokkel het Christoffelbeeld. Het beeld toont de heilige met in zijn rechterhand een staf en op zijn linker schouder het kindje Jezus die een rijksappel vasthoudt.